# 桜会/マイライフ
「桜会/マイライフ」（さくらえ/マイライフ）は、ゆずの通算30枚目のシングル。2010年2月3日にセーニャ・アンド・カンパニーから発売された。

## 概要
ゆずの2010年シングル第一弾。PV集『録歌選 虹』と同時発売となる。
「超特急/陽はまた昇る」以来4年3か月振り5枚目の両A面シングル（複数A面シングルでは6枚目）となった。
初動はわずかに5万枚を割ったが、週間ランキングで、初登場2位を記録した。

## 収録曲
1. 桜会 (4:30)
  - 作詞・作曲: 北川悠仁、編曲:蔦谷好位置・ゆず
  - 桜の下で会うという意味から桜会とつけられた。なお「桜会」という言葉は当て字ではなく実在する言葉である。（2009年12月29日『オールナイトニッポンGOLD』より)
  - PVは八ヶ岳付近で撮影。この曲のテーマの無国籍に合わせて、民族楽器をフィーチャーしている。
  - 発売から2年後の2012年には、JR西日本『山陽・九州新幹線直通1周年キャンペーン』CMソングとして使用されている。
2. マイライフ (4:16)
  - 作詞・作曲: 岩沢厚治
  - ダスキンCMソング
  - 最初はバラード路線だったが、ロックなどさまざまなジャンルを追加していった。（2010年1月12日『ゆずのオールナイトニッポンGOLD』より）
  - 発売当初はMVがなかったがFURUSATOツアーで披露した際の映像がMVとして公開された。

## 演奏
- 北川悠仁：Vocal, Acoustic Guitar, Tambourine
- 岩沢厚治：Vocal, Acoustic Guitar, Harp

桜会
- 蔦谷好位置：Programming, All Other Instruments
- 電球：Concept Track Make
- 松原"マツキチ"寛：Drums
- 種子田健：Bass
- 名越由貴夫：Electric Guitar
- 弦一徹：Violin
- 庄司知史：Oboe
- 山本拓夫：Flute
- 西村浩二：Trumpet
- 北川悠仁：Gran Casta
- 岩沢厚治：Cymbal

マイライフ
- 蔦谷好位置：Programming, All Other Instruments
- 松原“マツキチ”寛：Drums
- 大神田智彦：Bass
- 名越由貴夫：Electric Guitar

## テレビ出演
- 『おもいッきりDON!』（2010年1月29日放送分）
- 『スッキリ!!』（2010年2月4日放送分）
- 『情報ライブ ミヤネ屋』（2010年2月4日放送分）
- 『ミュージックステーション』（2010年2月5日放送分）

## 虹 -デモVer.-2009/01/20 SAKURA STUDIO Rec
「虹 -デモVer.-2009/01/20 SAKURA STUDIO Rec」(にじ・デモバージョン)はゆずの楽曲である。「桜会/マイライフ」発売時に「桜会/マイライフ」CDを持った写真をメールで送ると、「虹」のデモ音源「虹‐デモバージョン-2009/01/20 SAKURA STUDIO Rec」がダウンロードできるキャンペーンを実施した。また、FURUSATOツアーの追加公演会場で「桜会/マイライフ」などのCDを買うと先着500名にこのダウンロード音源の入ったピクチャーレーベルCDがプレゼントされた。